# Arthur Farenhout
Arthur Farenhout (né le 19 novembre 1972 à Rotterdam) est un coureur cycliste néerlandais. Actif durant les années 1990 et 2000, il a pris la troisième place du championnat des Pays-Bas sur route en 2004 derrière Erik Dekker et Koos Moerenhout, et obtenu ainsi le titre de champion national amateurs.

## Palmarès
- 1995
  - 3e de l'Omloop Houtse Linies
- 1998
  - 2e de Gand-Staden
- 1999
  - 3e du Tour de Cologne
- 2000
  - Ronde van Zuid-Oost Friesland
- 2001
  - Flèche côtière
- 2002
  - 2e de l'Omloop van de Glazen Stad (nl)
  - 2e du Dorpenomloop Rucphen
  - 2e de l'Omloop Alblasserwaard
- 2003
  - Omloop van de Glazen Stad (nl)
- 2004
  -  Champion des Pays-Bas sur route amateurs
  - 3e étape de l'OZ Wielerweekend
  - 2e du Dorpenomloop Rucphen
  - 3e de l'Omloop van de Glazen Stad (nl)
  - 3e du championnat des Pays-Bas sur route
- 2005
  - Omloop van de Glazen Stad (nl)
  - 2e du Tour d'Overijssel
- 2007
  - 3e de l'Omloop van de Braakman